# 량강도 아이들
"량강도 아이들"은 2011년에 개봉한 대한민국의 영화이다.

## 캐스팅
- 김환영 : 종수 역
- 주혜리 : 꽃분 역
- 유윤상 : 만세 역
- 이충훈 : 혁명 역
- 신민규 : 도식 역
- 류종화 : 종성 역
- 박은빈 : 혜영 역
- 강빛찬 : 된장 역
- 주민수 : 구봉 역
- 이석민 : 삼석 역
- 조은아 : 길녀 역
- 홍경륜 : 치상 역
- 이준희 : 준영 역
- 고세민 : 은영 역
- 김성민 : 도희 역
- 김유미 : 동숙 역
- 최다영 : 다은 역
- 김지혜 : 유경 역
- 양효빈 : 성심 역
- 신지윤 : 영숙 역
- 이칸희 : 종수 모 역
- 김정영 : 종수 담임 역
- 이한승 : 보위부장 역
- 황범식 : 책임 비서 역
- 유순철 : 꿀 할아버지 역
- 최승철 : 교장 역
- 장남열 : 된장 부 역
- 김태형 : 꽃분 부 역
- 안장훈 : 만세 부 역
- 임채용 : 체육선생 역
- 문지현 : 구봉 담임 역
- 전성애 : 화교 역
- 조영호 : 책임지도원 역
- 한철우 : 화물차 운전수 역
- 임대희 : 보위부 운전수 역
- 방극현 : 인민군 장교 역
- 서진원 : 인민군 중사 역
- 강대규 : 인민군 전사 역
- 전희수 : 간호원 역
- 송향주 : 미친 여자 역
- 유학승 : 정비소 정비원 역
- 현영임 : 준영 모 역
- 김명중 : 구급차 기사 역
- 유수호 : 장마당 보위원 역
- 서주성 : 선전대원 역